# 车凌旺布 (喀尔喀)
车凌旺布（?—?），清朝喀尔喀蒙古车臣汗部王公，博尔济吉特氏，他是硕垒的曾孙，巴特马达什的孙子、齐旺的儿子。
车凌旺布开始是协理台吉，跟随从兄车布登归属车臣汗部右翼中旗。康熙五十年（1711年）追缉巴尔呼逃人有功，授一等台吉。康熙五十一年（1712年），授札萨克。雍正元年（1723年），追执厄鲁特逃人罗布藏锡喇布有功，雍正二年（1724年），授辅国公。雍正九年（1731年），授盟长。雍正十年（1732年），和儿子格埒克随军与准噶尔部交战于额尔德尼昭。乾隆七年（1742年），因年老罢职。其札萨克定为车臣汗部右翼中右旗。